# Pierre-Olivier Persin
Pierre-Olivier Persin (* 15. April 1974 in Aulnay-sous-Bois) ist ein französischer Maskenbildner.

## Leben und Karriere
Persin begeisterte sich bereits als Kind für Filme und Spezialeffekte. Er begann seine Karriere 1994, wirkte an Videospielen und Theaterstücken mit und arbeitete einige Jahre lang für ein auf Museumsgestaltung spezialisiertes Atelier.
Seine Karriere beim Film begann 1998 mit seiner Arbeit an den Filmen von Robert Guédiguian sowie Roberto Succo von Cédric Kahn. Seitdem arbeitete er an zahlreichen Kino- und Fernsehfilmen, sowie Fernsehserien, sowohl an Autorenfilmen als auch an großen Produktionen wie World War Z, Avengers: Infinity War oder The Substance. Außerdem war er an den drei letzten Staffeln von Game of Thrones beteiligt. Zuletzt arbeitete er an Der Graf von Monte Christo.
Für seine Arbeit an The Substance wurde Persin bei der Oscarverleihung 2025 gemeinsam mit Stéphanie Guillon und Marilyne Scarselli in der Kategorie Bestes Make-Up und beste Frisuren ausgezeichnet.

## Filmografie (Auswahl)
- 2004: Meine Mutter (Ma mère)
- 2007: Die Unsanfte (Pas Douce)
- 2010: Von Menschen und Göttern (Des hommes et des dieux)
- 2010–2014: Profiling Paris (Profilage)
- 2012: Der Vorname (Le Prénom)
- 2013: Blau ist eine warme Farbe (La vie d’Adèle)
- 2013: World War Z
- 2016: Stolz und Vorurteil und Zombies (Pride and Prejudice and Zombies)
- 2016–2019: Game of Thrones
- 2017: Die Zeugen (Les Témoins)
- 2017: Madame Aurora und der Duft von Frühling (Aurore)
- 2018: Avengers: Infinity War
- 2018: Jonas – Vergiss mich nicht (Jonas)
- 2020: Schwarm der Schrecken (La nuée)
- 2021: Alles ist gut gegangen (Tout s’est bien passé)
- 2022: Athena
- 2023: Die Löwen von Sizilien (I Leoni di Sicilia)
- 2024: The New Look (Fernsehserie, 1 Folge)
- 2024: The Substance
- 2024: Der Graf von Monte Christo (Le Comte de Monte-Cristo)
- 2024: Monsieur Aznavour